# St. Johann im Wald
St. Johann im Wald war eine  Wallfahrtskapelle auf der Gemarkung von Treherz, einem Teilort von Aitrach im Landkreis Ravensburg, deren Grundstein im Jahre 1607 gelegt wurde. Die von Froben von Waldburg-Zeil gestiftete Kapelle befand sich auf einem 688 Meter über dem Meeresspiegel gelegenen kleinen Plateau, das heute noch als St. Johanner Schanze bezeichnet wird. Am 21. November 1798 fand der letzte Gottesdienst in St. Johann statt. Von der Kapelle ist nichts mehr erhalten. Dort befindet sich ein Forsthaus der Fürstlich Waldburg-Zeil-Trauchburgschen Forstverwaltung.

## Geschichte
Die Wallfahrtskapelle St. Johann im Wald befand sich westlich der Europastraße 43 in der Nähe einer keltischen Viereckschanze, östlich der Kreisstraße von Rieden nach Treherz und südlich des Quellgebiets der Schmiddis. 1568 erwarb Reichserbtruchseß Jakob, der Vater Frobens, die Markung Treherz für 7500 Gulden von den Familien Esser und Hopp. Vorher gehörte Treherz zu den Besitzungen der Reichsabtei der Benediktiner in Konstanz, Kloster Petershausen.

## Kapelle
Auf einer Übersichtskarte des Zeiler Hofmalers Heinrich Wägmann aus dem Jahre 1610 ist die Kapelle, von der heute nichts mehr zu sehen ist, eingezeichnet.  Auf der ungefähr 10.000 m² großen, leicht zum Tal der Iller abfallenden Wiese steht ein Forsthaus mit dem Zeiler Wappen. Nach der Zeichnung des aus Luzern stammenden Malers muss es sich um einen einschiffigen Kirchenraum mit je drei hohen Fenstern an den Längsseiten, gestelzten Rundbögen und einem Walm- oder Satteldach gehandelt haben. Dem niedrigen ostseitigen Chor schloss sich eine Sakristei ohne Fenster an. An der Nordseite war ein Glockenturm mit mehreren übereinanderliegenden Fensteröffnungen angesetzt. Direkt neben der Kapelle stand das kleine Mesnerhaus.
Grundsteinlegung der Kapelle war am 24. Juni 1607, dem Fest der Geburt des Heiligen Johannes der Täufer, durch den Konstanzer Fürstbischof Jakob Fugger. Mit dem Bau der Kapelle erfüllte Reichserbtruchsess Froben ein Gelübde, das er während einer seiner häufigen Krankheiten gemacht hatte. Die Einweihung der Kapelle fand am Fest der Enthauptung des Heiligen Johannes der Täufer am Sonntag, dem 29. August 1610, statt. Die Kapelle wurde mit einem Kapital von 300 Gulden ausgestattet, das beim Rentamt Zeil hinterlegt war und mit 5 Prozent pro Jahr verzinst werden musste.
Die Konsekration nahm der Weihbischof von Konstanz Dr. Johann Jakob Mirgel vor. Froben hatte auch die Reichsprälaten der umliegenden Reichsabteien aus Rot an der Rot, Ochsenhausen und Ottobeuren eingeladen. Zusätzliche Patrone der Kapelle waren Sylvester und Wendelin. Vier Glocken wurden zu Ehren der Jungfrau Maria, des Heiligen Johannes Baptist, des Apostels Paulus und des heiligen Bischofs und Bekenners Nikolaus von Myra konsekriert. Zwei davon waren von Meister Wolf Dietrich Merk aus Memmingen gefertigt worden. Die Reliquien der Heiligen Mauritius, Ursus und Dalmatius wurden im Altarstein eingeschlossen. Für den Jahrestag der Einweihung und die Sonntage vor und nach dem Fest der Enthauptung wurden Ablässe von je 40 Tagen gewährt.

### Ausstattung

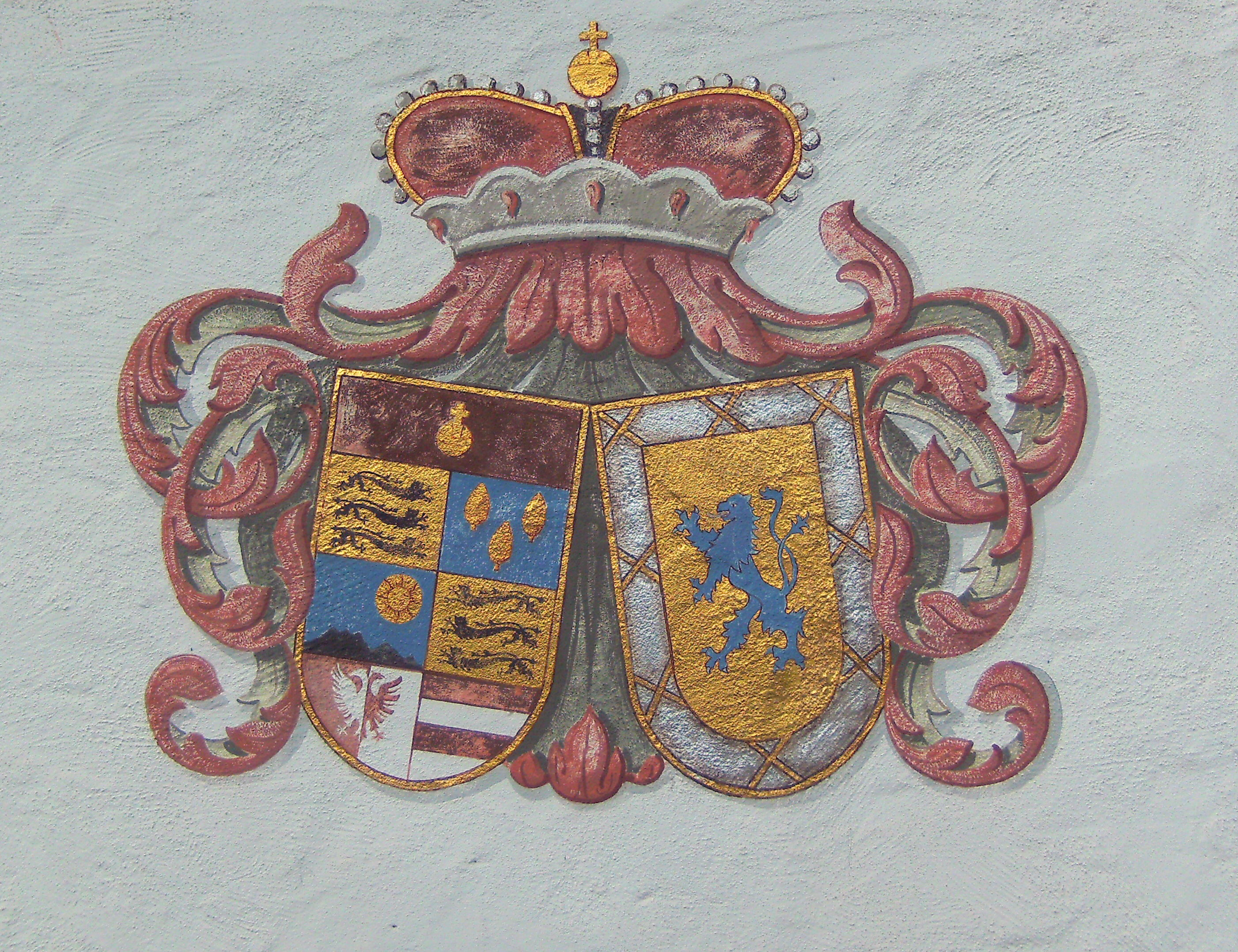
Wappen am Forsthaus

Über die Ausstattung ist recht wenig bekannt. Es liegen im Zeiler Archiv Rechnungen von einem Hans Haslander aus Bad Wurzach über Täfer und Holzdecke vor. Notwendige Beifuhren an Sand, Kalk, Halb- und Ziegelsteinen leisteten Untertanen der umliegenden Dörfer. Am Altarfuß wurde folgende Inschrift angebracht, mit der Froben seine Dankbarkeit für seine wunderbare Heilung gegenüber dem Täufer zum Ausdruck brachte:
Christo Redemtori nostro in memoriam S.Praecursoris eius ob sanitatem sibi aliisque pluribus miraculo restitutam hanc aram et aedem ex voto erexit Frobenius S.R.I. Dapifer Haereditarius anno reparatae humanae salutis MDCX.
Es ist zuverlässig bezeugt, dass sich in der Kapelle ein geschnitztes Bildnis des Täufers befand, das heute zum Seitenaltar in der Herlazhofener Kirche St. Stephanus gehört. Anna Walburga († 1652), eine Tochter Frobens, stiftete zum Dank für ihren Kindersegen das Silberne Haupt, eine wahrscheinlich in Augsburg gefertigte silberne Johannisschüssel, die heute im Besitz des Kirchenschatzes St. Johann Baptist Treherz ist. Das Silberne Haupt wurde während der Wallfahrtwoche im Juni zur Verehrung ausgestellt und Tag und Nacht bewacht. Von Frobens Schwiegertochter Gräfin Johanna von Wolkenstein ist bezeugt, dass sie besonders gerne bei ihrem Namenspatron in St. Johann im Wald betete.

## Niedergang der Wallfahrt

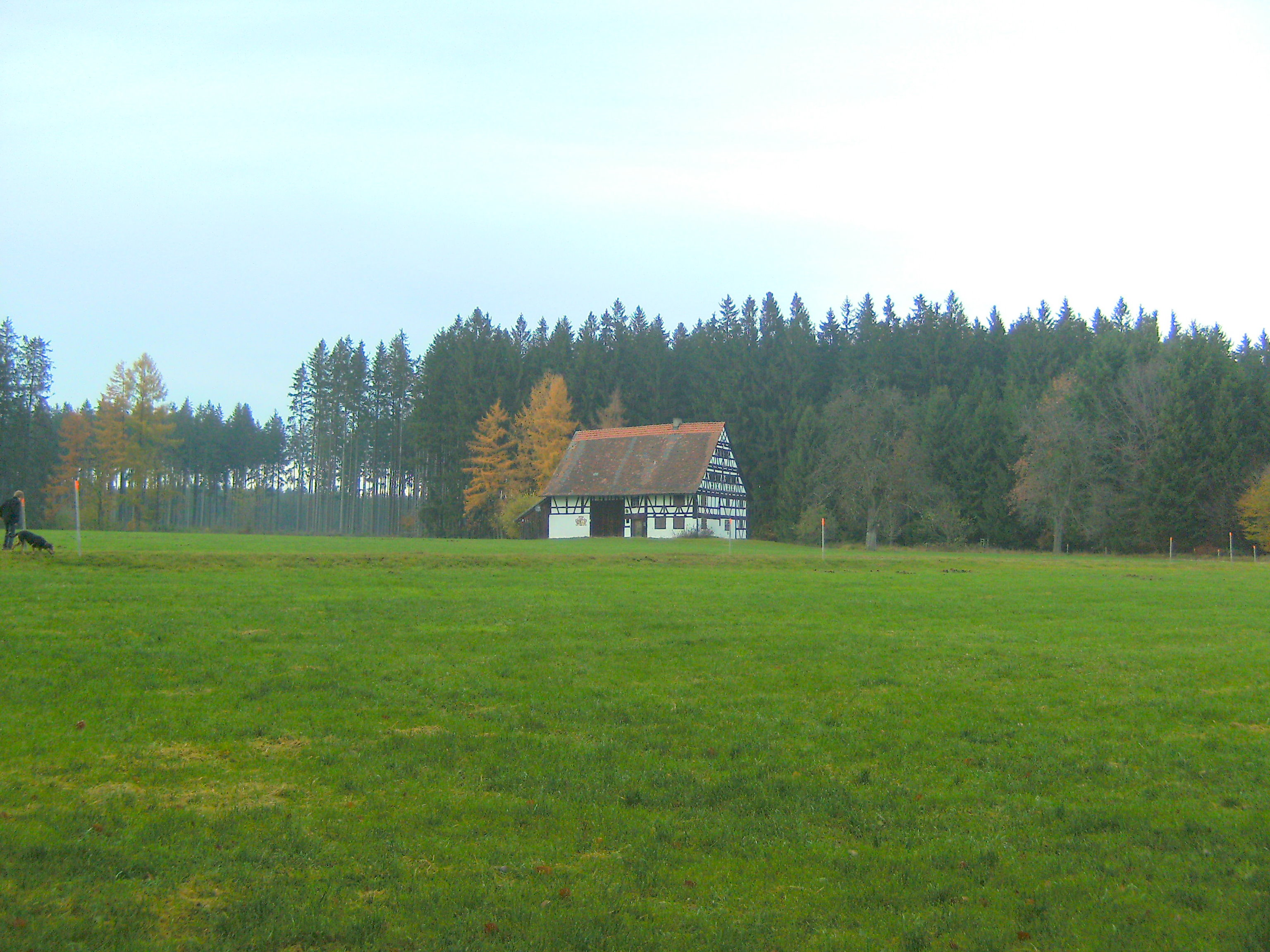
Wiese und Forsthaus bei der ehemaligen Wallfahrtskapelle

Anfänglich ereigneten sich Wunderheilungen, die die Wallfahrt noch verstärkten. Bald war die Innenwand der Kapelle mit Votivtafeln, Krücken und anderen Weihgaben der Wallfahrer bedeckt. Anlässlich einer Kirchenrenovierung im 18. Jahrhundert wurde eine ganze Wagenladung von Tafeln, die kaum von drei Pferden gezogen werden konnte, aus Platzmangel aus der Kapelle entfernt und verbrannt.
Der Wunsch nach einer eigenen Pfarrei bestand bei den Einwohnern von Treherz, Steinental und den Wälderhöfen von Anhorn, Baniswald, Häberlings, Langensteig, Nestbaum, Rotengrund, Schnaggenberg, Sigglis und Schmiddis schon lange. Am Sonntag war ein Fußmarsch von vier Stunden nach Aichstetten und zurück zu bewältigen, um eine Messe besuchen zu können. Am 6. Mai 1782 einigten sich die gräflichen Häuser Zeil und Wurzach im Wirtshaus zu Linden, eine eigene Pfarrei in Treherz einzurichten. Am 21. November 1798 fand der letzte Gottesdienst in St. Johann statt.